# 荒橿神社
荒橿神社（あらかしじんじゃ）は、栃木県芳賀郡茂木町小井戸325にある神社。『延喜式神名帳』に掲載されている下野国芳賀郡荒樫神社に比定されているが異論があり荒樫神社は大前神社の相殿に合祀されたという説もある。式内社としては下野十一社の第五位に位置づけられたという。国常立尊、国狭槌尊、豊斟渟尊を祭神としている。

## 歴史
社伝によると創建されたのは大同元年（806年）という。桔梗城（茂木城）の東北に位置する高藤山上に鎮座しており城の鬼門除けのために創建されたとする。享保6年（1721年）にはこの地を領有した細川氏の支援を受け社殿を改築した。明治4年（1871年）に茂木藩社とされ昭和13年（1938年）には県社に列した。これに先立ち昭和9年から同11年にかけて社殿の改築をしている。
境内は茂木町の市街地を一望できる場所にあり樹齢千年ほどのスギ、ケヤキ、カシの老樹で覆われその中に社殿が鎮座している。
2018年にauのCMである「三太郎シリーズ（半額屋編）」でロケ地となった。

## 社格

### 近代社格制度
- 明治43年9月30日 - 郷社[4]
- 昭和13年2月14日 - 県社[5]

## 境内

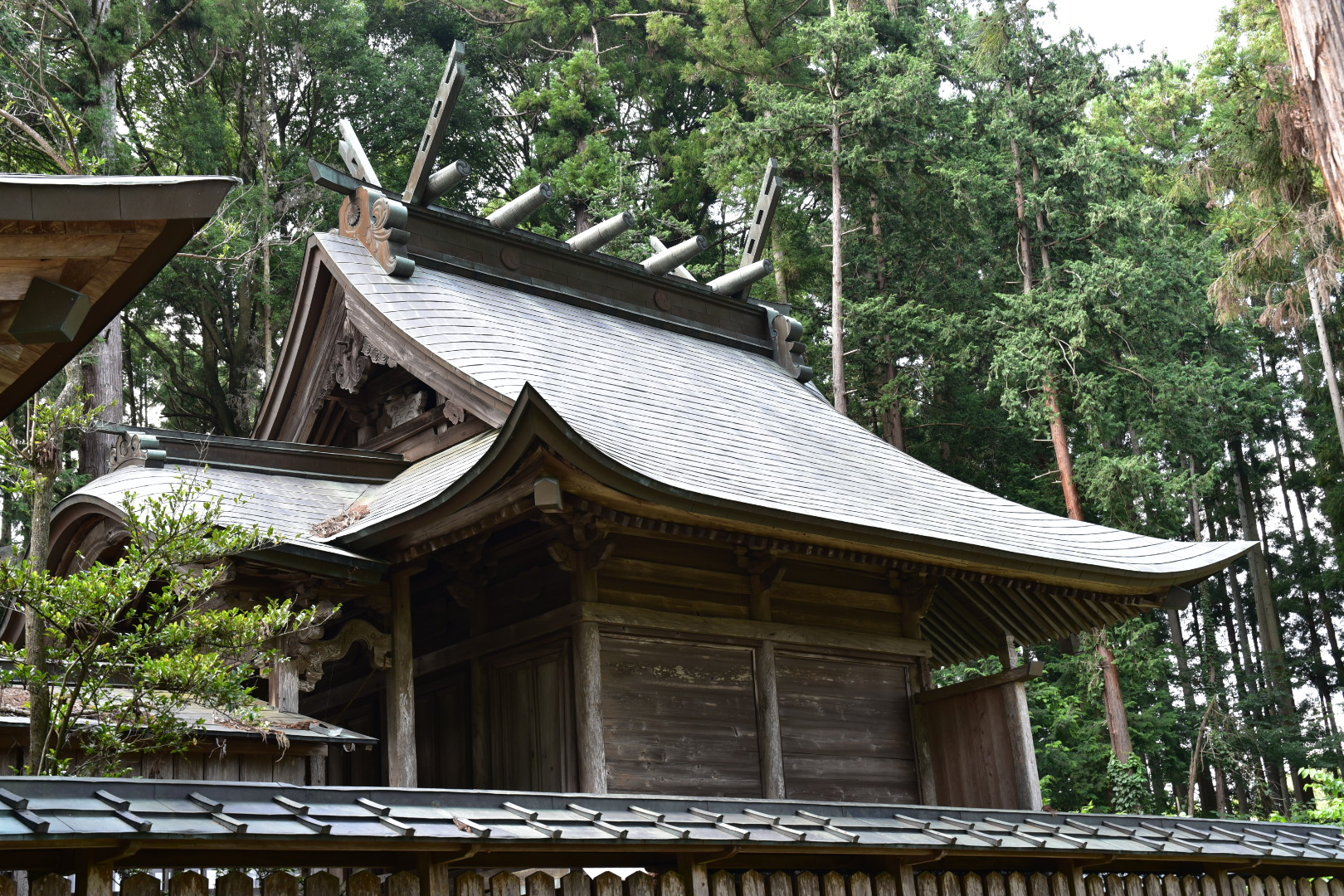
本殿
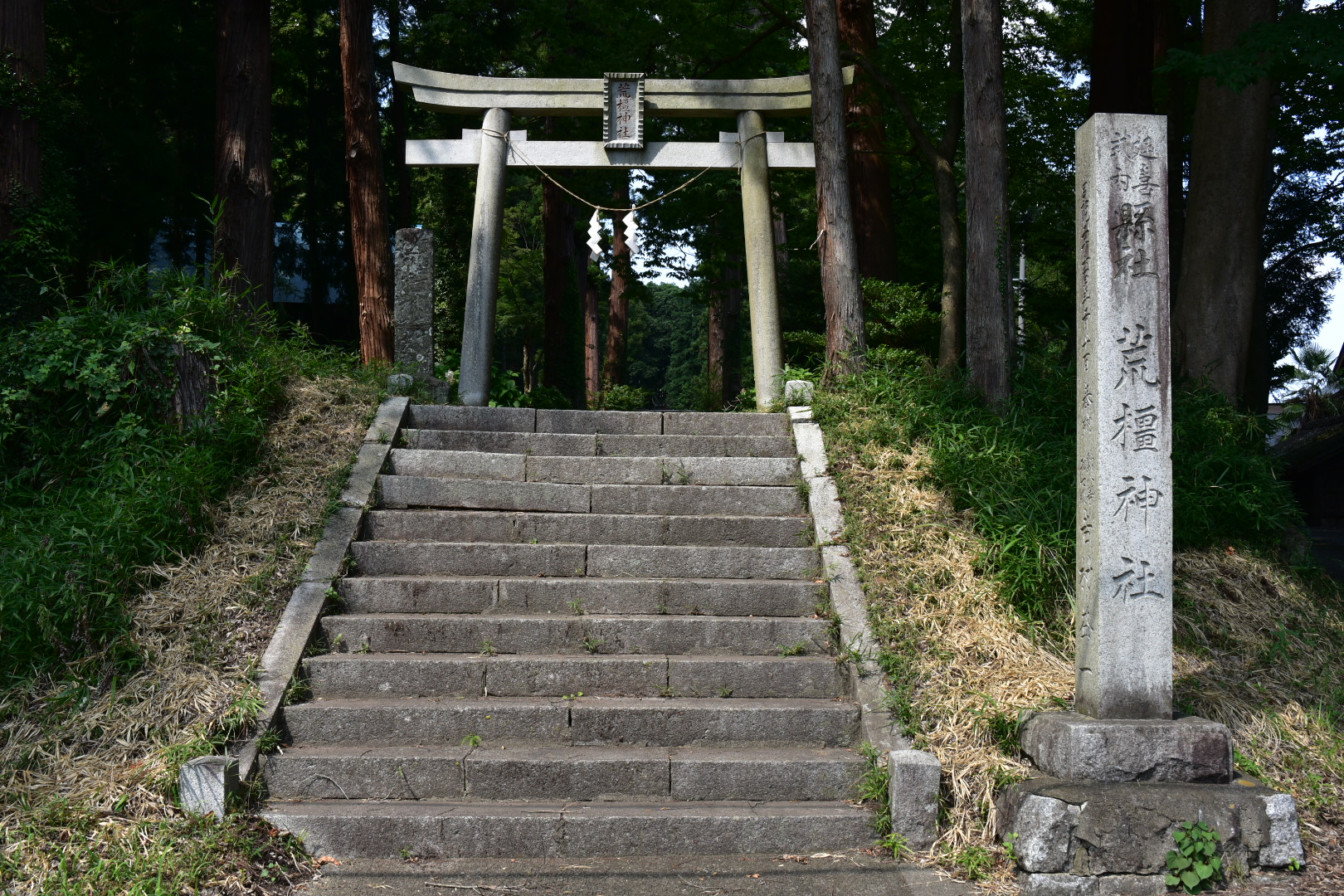
一の鳥居
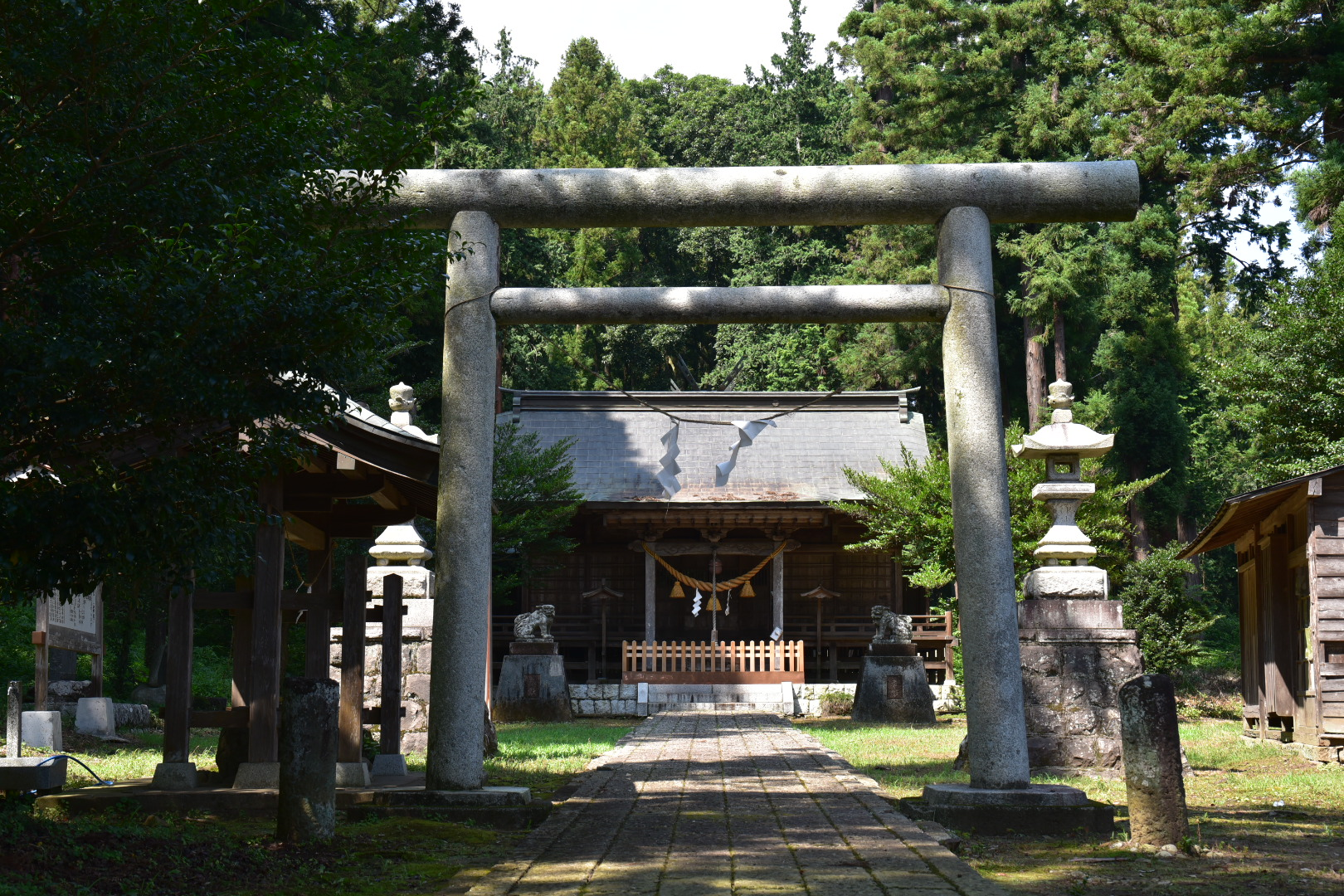
二の鳥居

## 境内社

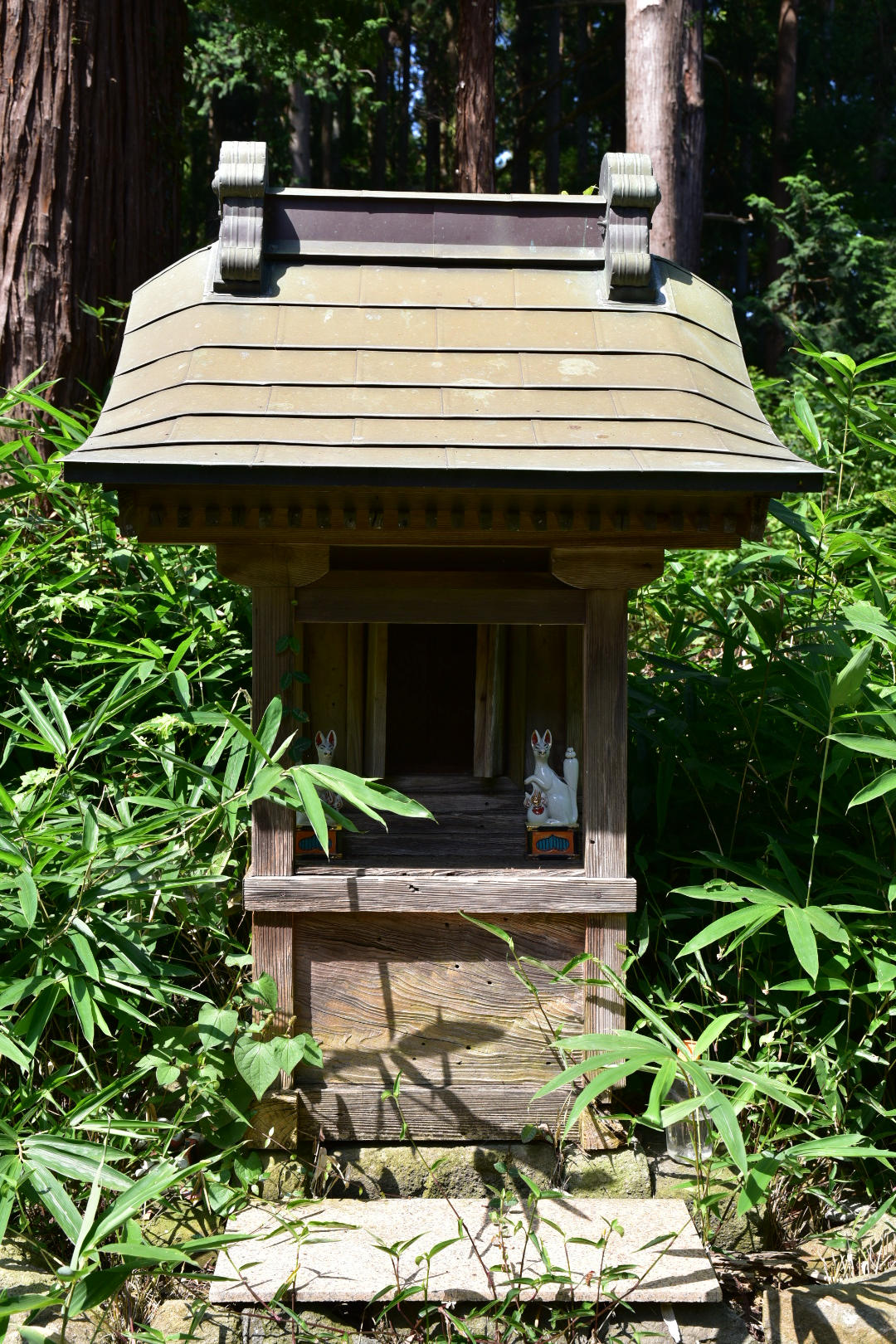
稲荷神社
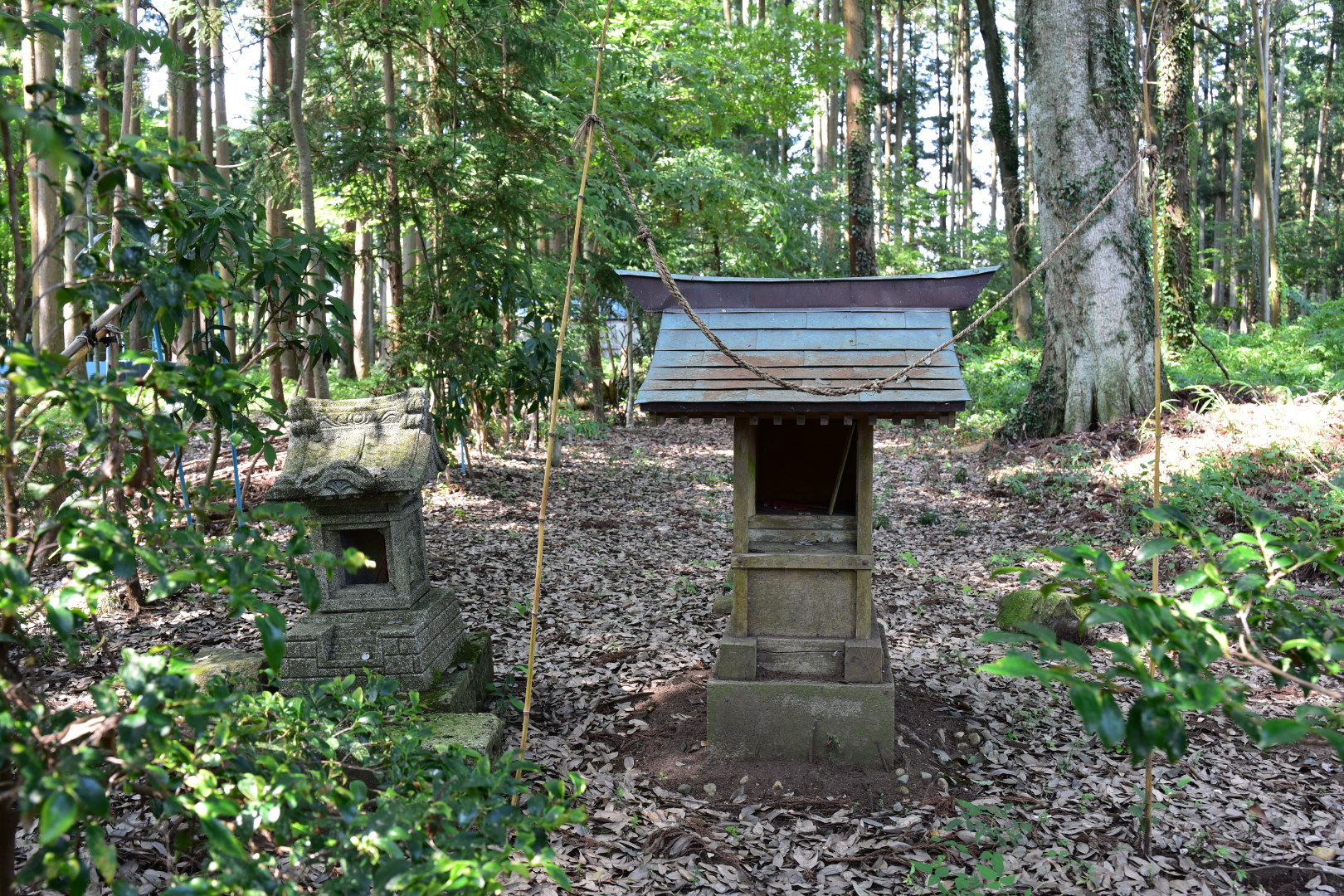
加波山神社

- 稲荷神社
- 加波山神社

## 祭事
- 1月1日：歳旦祭
- 2月3日：節分祭
- 4月17日：春季大祭
- 8月25日：風神祭
- 11月26日：秋季大祭

## 文化財
推定樹齢700年のケヤキが年1990年（平成2年）1月26日付で栃木県の天然記念物に指定された。

## 交通
真岡鐵道茂木駅より徒歩30分。